# Гленн Гілі
Гленн Гілі (англ. Glenn Healy; 23 серпня 1962, м. Пікерінг, Канада) — канадський хокеїст, воротар. 
Виступав за Західний Мічиганський університет (NCAA), «Лос-Анджелес Кінгс», «Толедо Гоулдіггерс» (ІХЛ), «Нью-Гейвен Найтгокс» (АХЛ), «Нью-Йорк Айлендерс», «Нью-Йорк Рейнджерс», «Торонто Мейпл-Ліфс», «Чикаго Вулвс» (ІХЛ).
В чемпіонатах НХЛ — 437 матчів, у турнірах Кубка Стенлі — 37 матчів.
Досягнення
- Володар Кубка Стенлі (1994)